# Polydesmus schaessburgensis
Polydesmus schaessburgensis är en mångfotingart som beskrevs av Karl Wilhelm Verhoeff 1898. Polydesmus schaessburgensis ingår i släktet Polydesmus och familjen plattdubbelfotingar. Inga underarter finns listade i Catalogue of Life.